# Skindred
Skindred is een Welsh rockband uit Newport. De band werd in 1998 opgericht naar aanleiding van de splitsing van de vorige band van de zanger Benji Webbe, Dub War. De muzikale stijl van Skindred is een mix van  alternatieve rock, heavy metal, punk rock en reggae.

## Biografie
Dub War, de voormalige groep van enkele Skindred-leden, is gevormd in Newport, South Wales. Dit zei zanger Benji Webbe over Dub War : 'Ze zouden ons niet laten opnemen en ons geen geld willen geven om van te leven, dit zette ons aan tot vechten totdat we uiteindelijk geen andere keuze hadden dan onze eigen weg op te gaan of elkaar te vermoorden.' 

Dub War ging uit elkaar in 1998, en Webbe vormde de groep Skindred met bassist Daniel Pugsley, gitarist Mikey Demus en drummer Dirty Arya Goggin. 
Hij vormde deze nieuwe groep omdat hij niet in staat was om een nieuw project met de andere leden van Dub War te beginnen. 
In 2002 kwam hun debuutalbum, 'Babylon', uit. Nadat het in 2003 werd heruitgegeven door RCA Records, werd het album opnieuw uitgebracht door Lava Records op 14 augustus 2004.
Op 23 oktober 2007 gaf Skindred zijn tweede album uit.
Twee jaar later werd het album 'Shark Bites and Dog Fights' in september uitgebracht. 
De band heeft aangekondigd dat hun volgende album, 'Union Black', zal worden vrijgegeven op 25 april 2011. Meer informatie hierover kan je vinden op hun site www.skindred.net.

## Muziekstijl
De muziek van Skindred heeft zowel heavy metal, punk rock als reggae invloeden. De band verwijst naar deze stijl als 'Ragga metal'. Benji zei ooit tijdens een interview dat de band hun eigen muzikaal genre speelt en dat hun muziek niet in een bepaalde categorie kan worden ingedeeld, iets wat vaak wordt gezegd door progressieve rock en progressieve metal artiesten.

## Bandleden
- Benji Webbe - leadzanger (1998-heden)
- Mikey Demus - gitarist, zanger  (2002-heden)
- Daniel Pugsley - basgitarist (1998-heden)
- Arya Goggin - drummer (2002-heden)

## Discografie
| jaar | Album                     |
| ---- | ------------------------- |
| 2000 | Skindred                  |
| 2002 | Babylon                   |
| 2007 | Roots Rock Riot           |
| 2009 | Shark Bites and Dog Fight |
| 2011 | Union Black               |
| 2014 | Kill The Power            |
| 2015 | Volume                    |
| 2018 | Big Tings                 |
| 2023 | Smile                     |